# Chalon-sur-Saône
Chalon-sur-Saône is een gemeente in het Franse departement Saône-et-Loire in de regio Bourgogne-Franche-Comté. De gemeente telde 44.592 inwoners op 1 januari 2022. Het is daarmee de grootste gemeente/plaats van het departement Saône-et-Loire. De plaats is de onderprefectuur van het arrondissement Chalon-sur-Saône.

## Geschiedenis
Chalon begon als een oppidum van de Gallische stam van de Aedui. In de Romeinse tijd heette de stad Cabillonum. De plaats ontwikkelde zich op de rechteroever van de Saône, op een plaats waar een riviereiland de oversteek van de rivier vergemakkelijkte. De Romeinen bouwden een eerste brug over de Saône. In de onzekere 3e eeuw kreeg Cabillonum een stadsmuur die een oppervlakte van 15 ha beschermde. Voor de bouw van deze muur werden brokstukken van de oude, grotere stad gebruikt. In of omstreeks 449, kort voor de val van het West-Romeinse Rijk, werd Chalon een bisschopszetel. Koning Gontram van Bourgondië maakte in de 6e eeuw Chalon de hoofdstad van zijn koninkrijk.
In 1256 kreeg Chalon een stadscharter van graaf Hugo IV van Bourgondië. De kathedraal werd gebouwd in de 13e en de 14e eeuw en het bisschoppelijk paleis in de 15e eeuw. In de 15e eeuw kreeg Chalon een nieuwe stadsmuur. In de 16e eeuw bevond de stad zich als twistappel op de grens tussen Bourgondië en Frankrijk en daarom werd de stad verder versterkt.
Chalon was een drukke rivierhaven, waarvandaan veel van de in de regio verbouwde wijn verscheept werd via de rivier en via het Canal du Centre. Dit kanaal, aanvankelijk Canal du Charolais genoemd, werd voltooid in 1793. In 1849 werd de stad aangesloten op het spoorwegnet. Door deze goede verbindingen kon de stad zich industrieel ontwikkelen.

## Geografie
Chalon ligt in het zuiden van de regio Bourgogne-Franche-Comté aan de rivier de Saône. Ook het Canal du Centre ligt in de gemeente. De gemeente ligt in de riviervlakte van de Saône en strekt zich voornamelijk uit over de rechteroever omdat de linkeroever in het verleden regelmatig overstroomde.
De oppervlakte van Chalon-sur-Saône bedroeg op 1 januari 2022 15,22 vierkante kilometer; de bevolkingsdichtheid was toen 2.929,8 inwoners per km².
De onderstaande kaart toont de ligging van Chalon-sur-Saône met de belangrijkste infrastructuur en aangrenzende gemeenten.

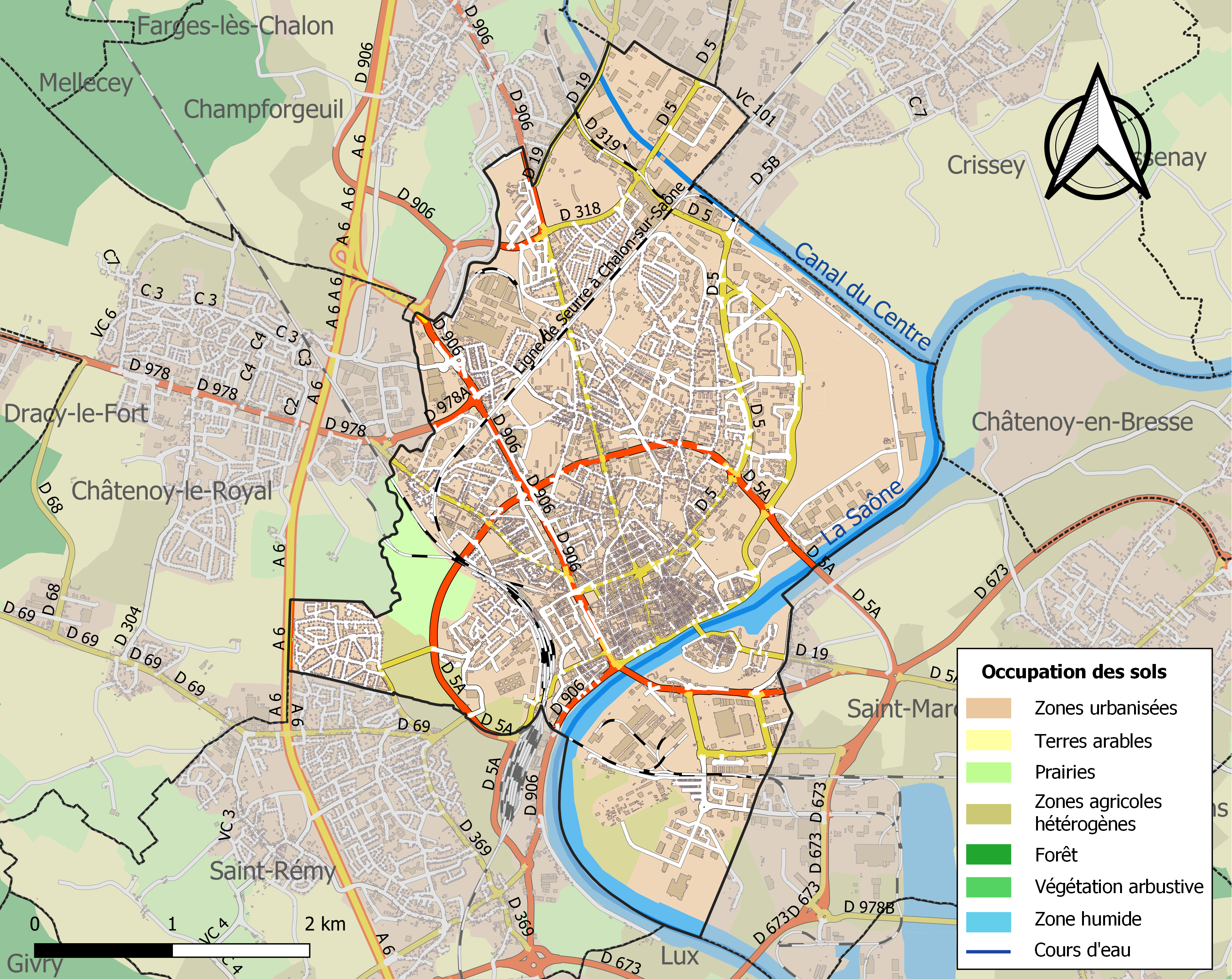

## Bezienswaardigheden
Chalon-sur-Saône draagt het label Ville d'Art et d'Histoire.
De kathedraal Saint-Vincent werd gebouwd tussen 1090 en 1520. De huidige voorgevel dateert uit het begin van de 19e eeuw. In Frankrijk is ze de eerste die opgetrokken werd in de neogotische stijl. Ze vervangt de vorige die afgebroken werd omdat de torens dreigden in te storten. In het interieur vullen gotiek en romaans elkaar harmonisch aan. In de romaanse boog tussen koor en schip is er bijvoorbeeld een roosvenster geplaatst, een architecturale zeldzaamheid op die plaats. De elegante hoofdbeuk is omgeven door twee zijbeuken die verscheidene kapellen met gotische deuren en afsluitingen herbergen.
De kathedraal bezit meerdere kunstschatten: romaanse kapitelen, een piëta (15e eeuw), een houten Christusbeeld (17e eeuw), een groot Brussels wandtapijt (gewijd aan het mysterie van de Eucharistie, 16e eeuw), fresco's (waaronder een de Dormition de la Vierge voorstelt), gebrandschilderd glas (waaronder een in grisaille met als onderwerp de Vierge de l'Apocalypse, 16e eeuw) en een verfijnd stenen baldakijn hoog in de linkerzijmuur van het koor. De in flamboyante gotiek gebouwde kloostergang dateert uit de 13e-14e eeuw.
Het historisch centrum bevindt zich rond de kathedraal en de place Saint-Vincent. Het wordt gekenmerkt door talrijke vakwerkhuizen, straatjes en torens. Een opmerkelijke toren is de tour du Doyenné (1409) die een wenteltrap heeft die de kanunniken eertijds gebruikten om hun verblijven te bereiken. De toren stond oorspronkelijk naast het chevet van de kathedraal, hij werd geleidelijk aan een ruïne en werd gedemonteerd en verkocht aan een antiquair. Pas in 1928 werd hij opnieuw opgericht, op het eiland Saint-Laurent.
De barokke kerk Saint-Pierre waarvan de torens en de koepel de hele place de l'Hôtel de Ville domineren. Het bisschoppelijk paleis is gebouwd op Gallo-Romeinse en middeleeuwse overblijfselen en dateert uit de 17e-18e eeuw.
De brug Saint-Laurent verbindt het historisch centrum met het eiland Saint-Laurent. Ze wordt geflankeerd door vier obelisken die dateren uit 1784, het zijn de enige overblijfselen van de vorige brug die tijdens de Tweede Wereldoorlog vernietigd werd. De eerste (Romeinse) brug op deze plaats lag er al in 15 v.Chr. De huidige werd in 1950 heropgebouwd. Op het eiland Saint-Laurent bevindt zich een hospitaal dat in 1530 gesticht werd.
Een obelisk werd op het einde van de 18e eeuw opgericht ter gelegenheid van de opening van het Canal du Centre.

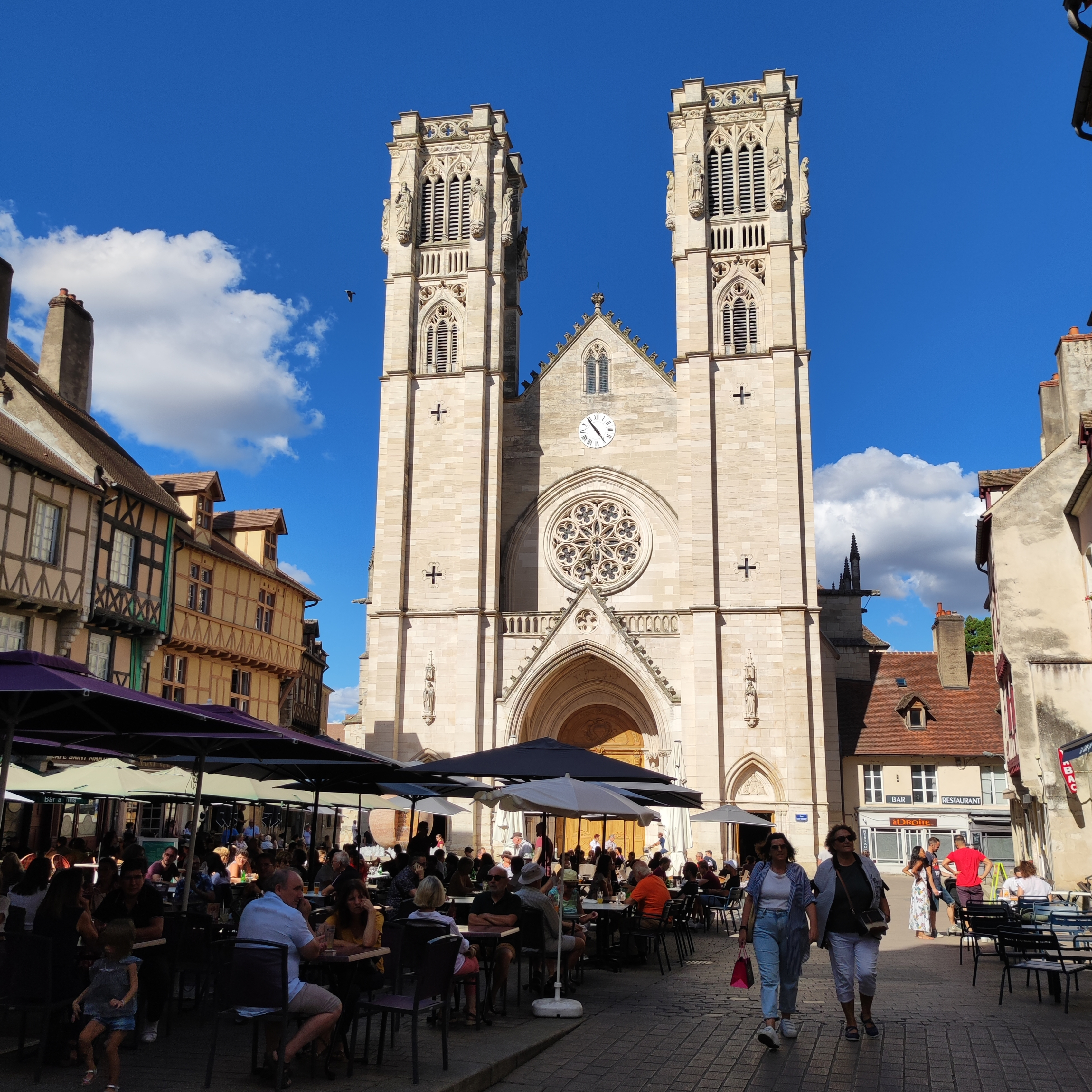
Kathedraal Saint-Vincent
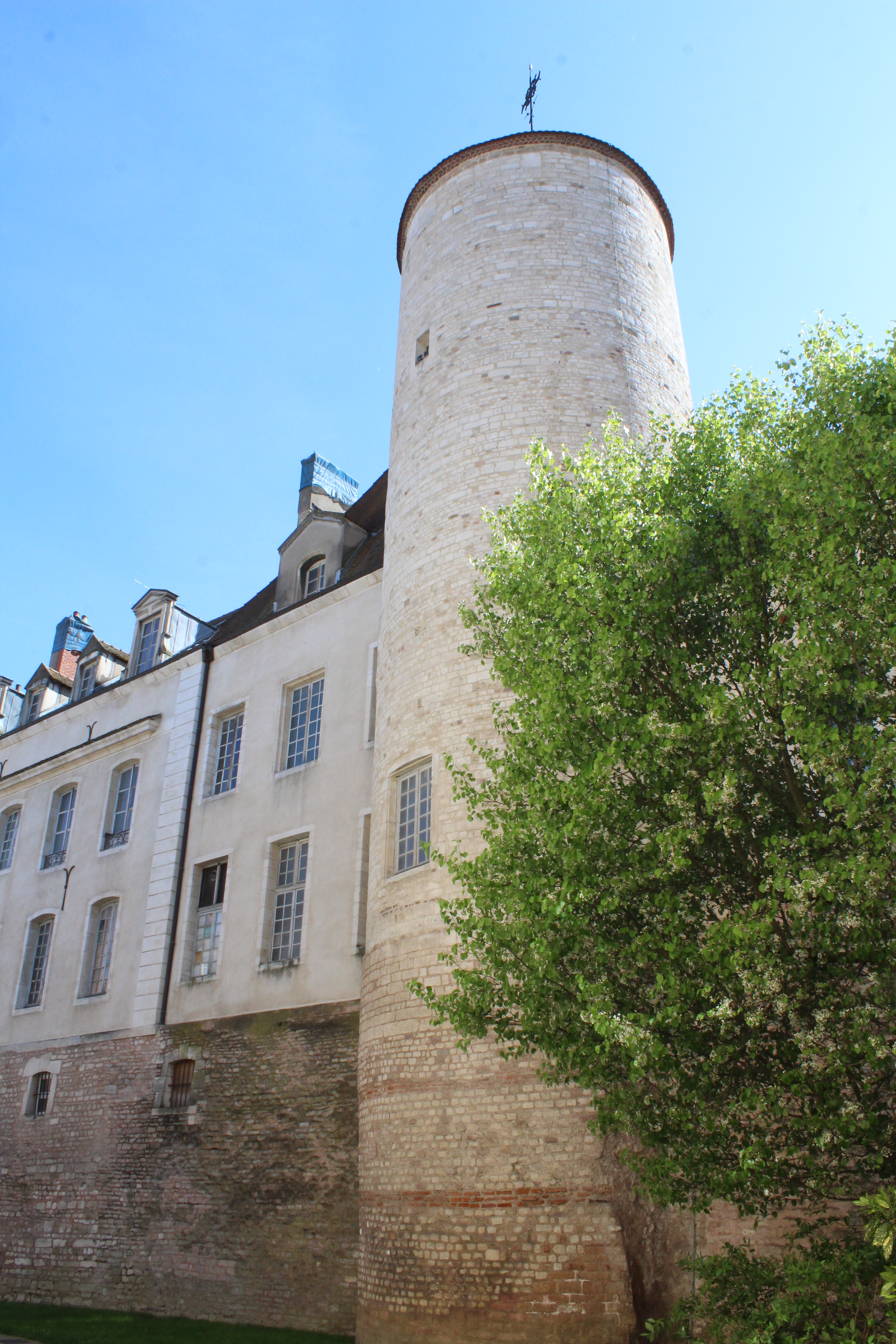
Voormalig bisschoppelijk paleis
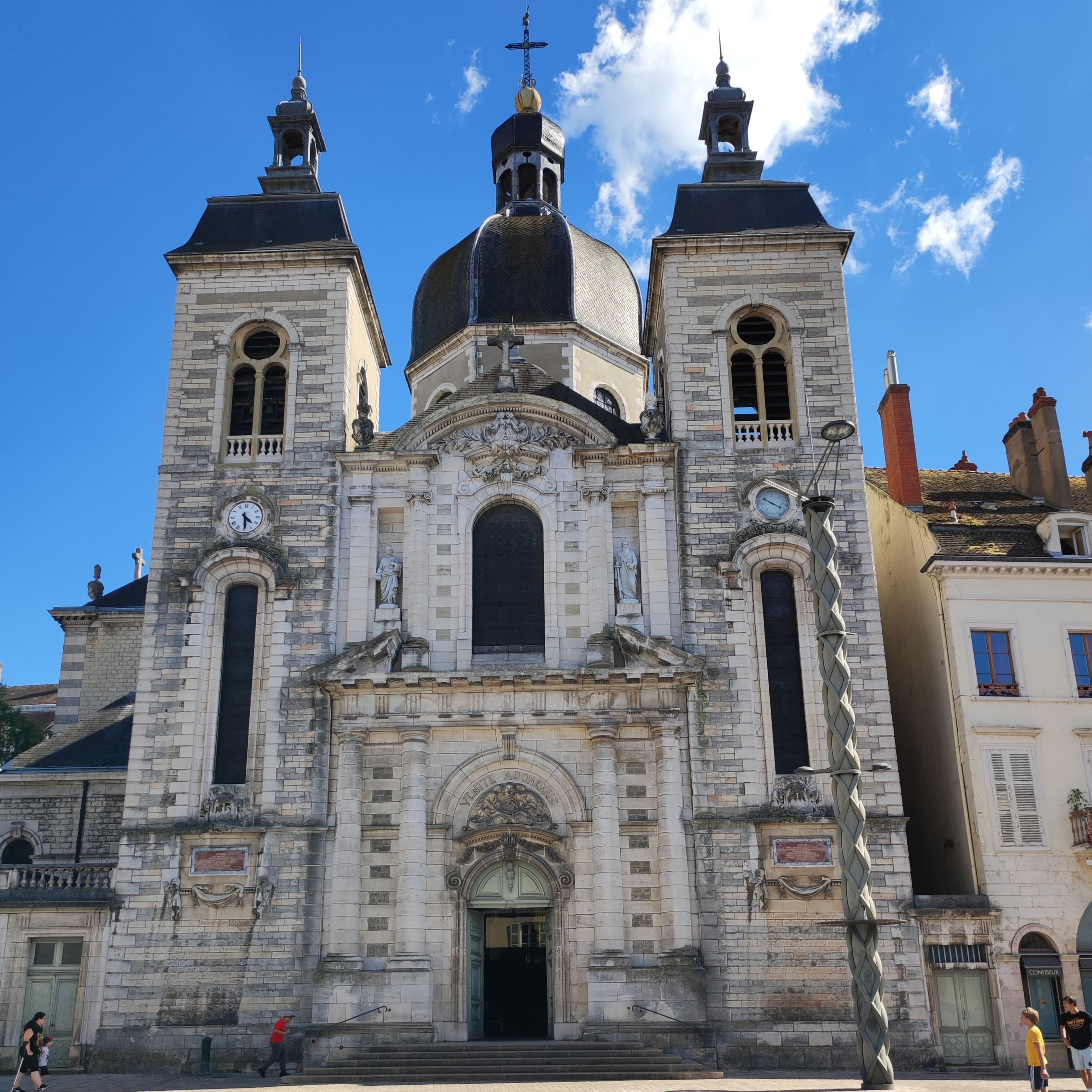
Kerk Saint-Pierre
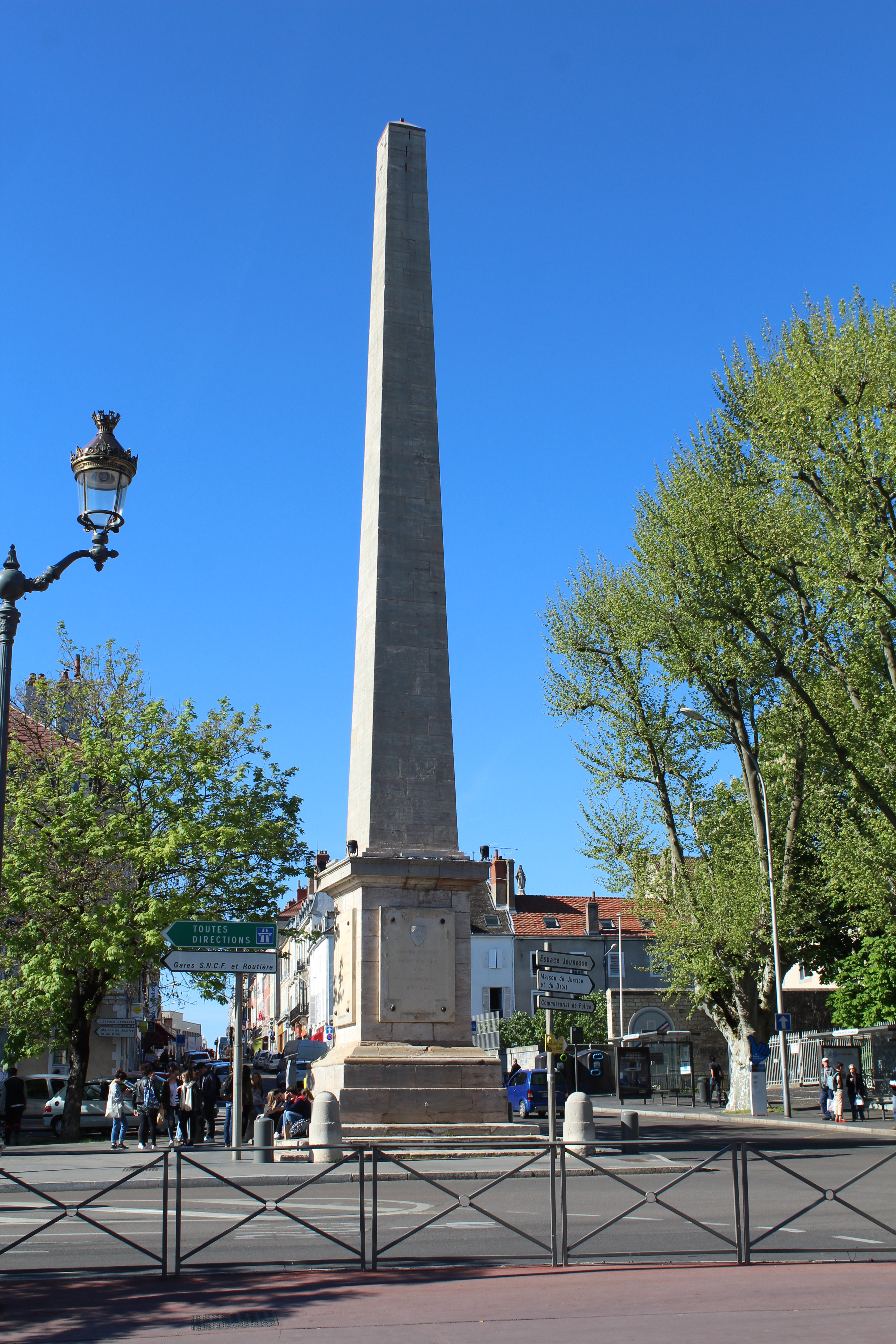
Obelisk
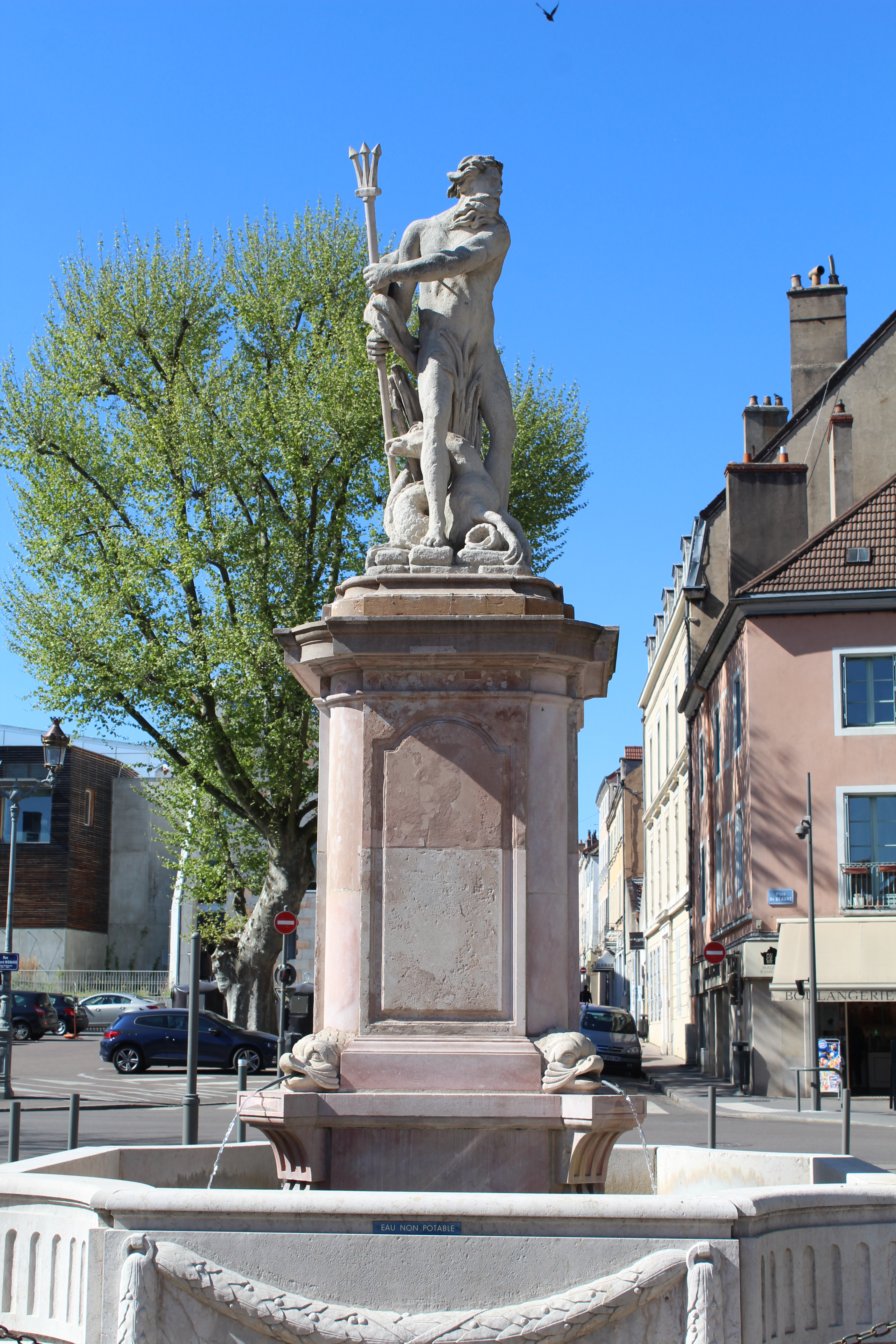
Neptunusfontein
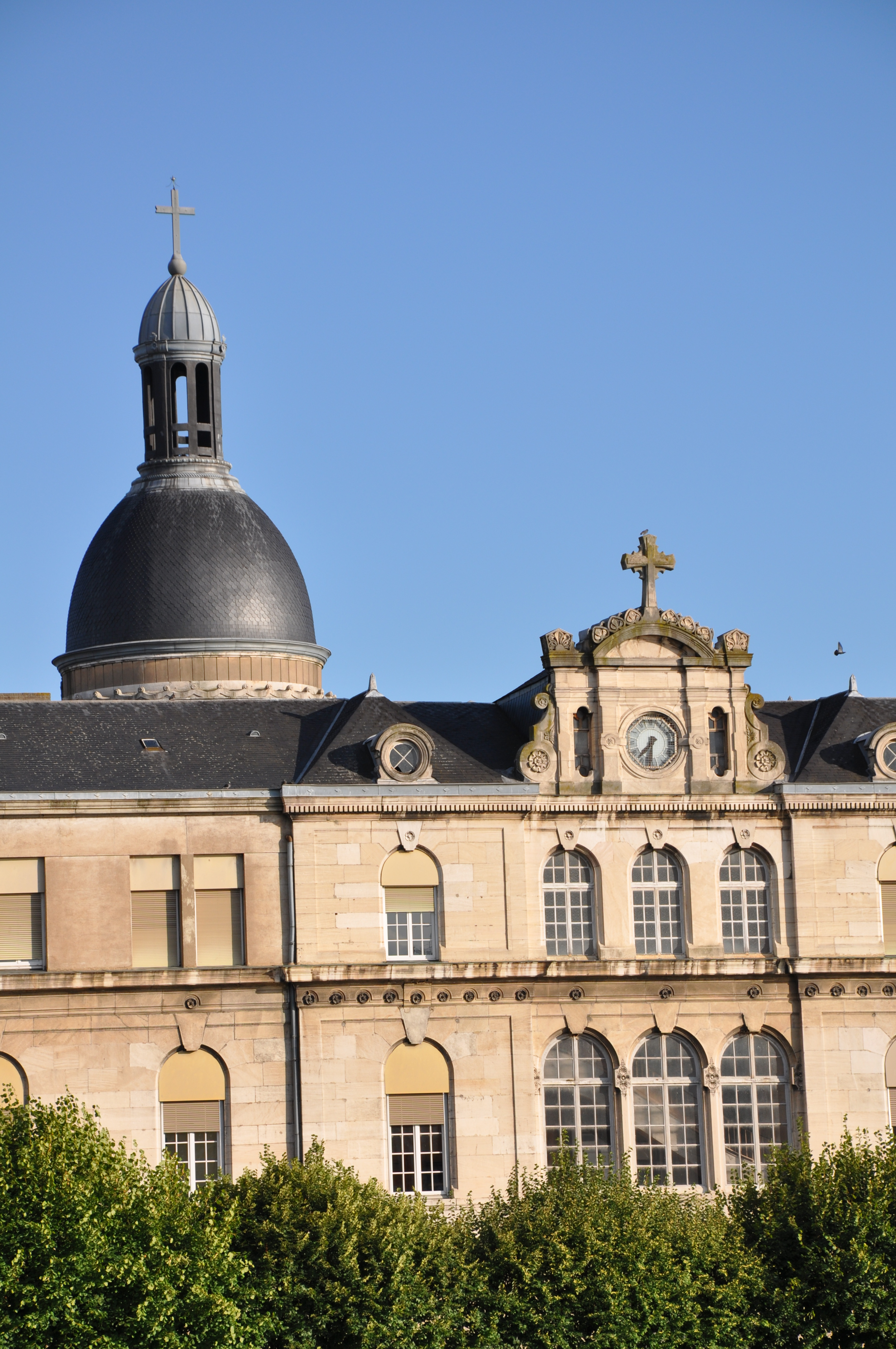
Voormalig hospitaal
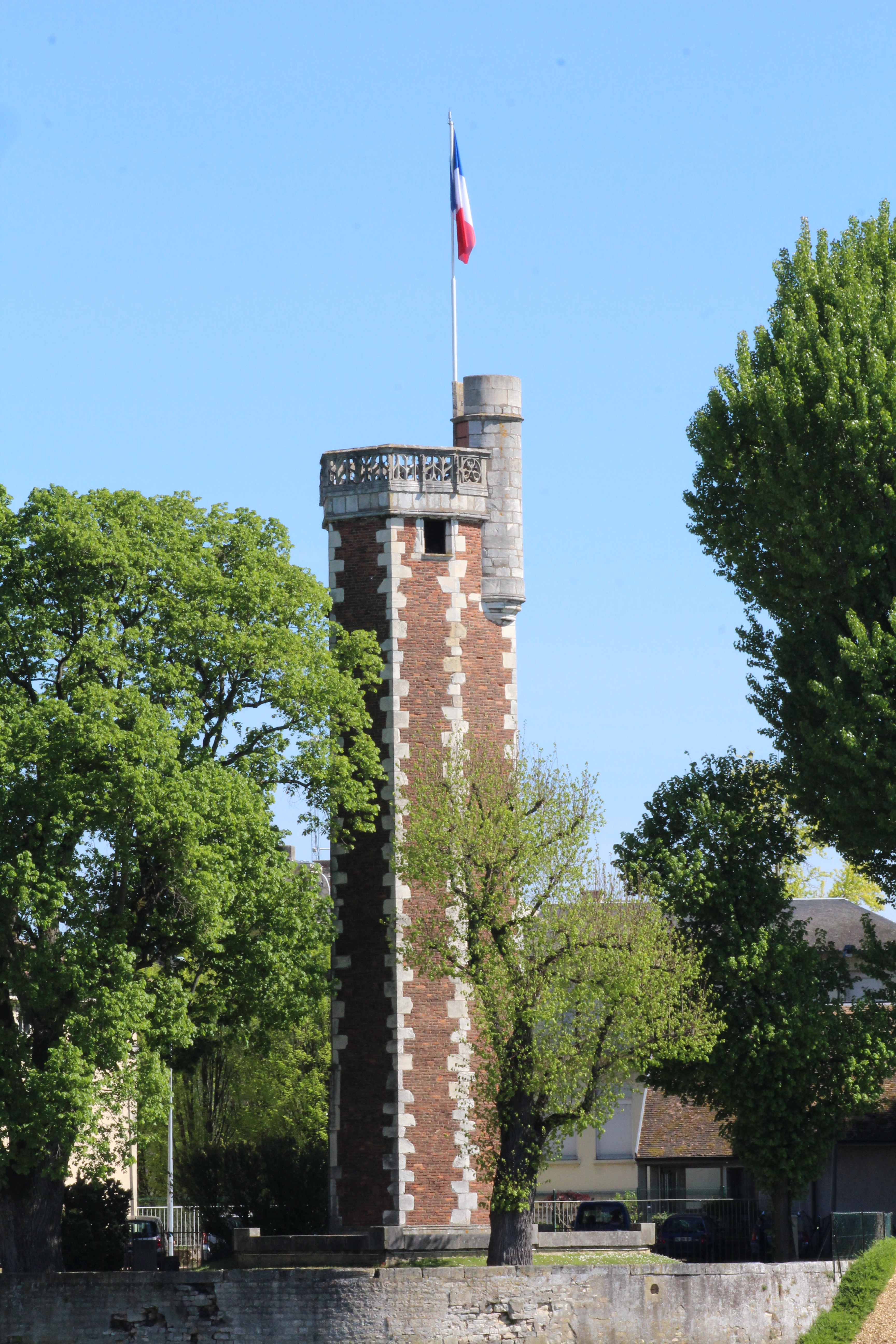
Tour du Doyenné
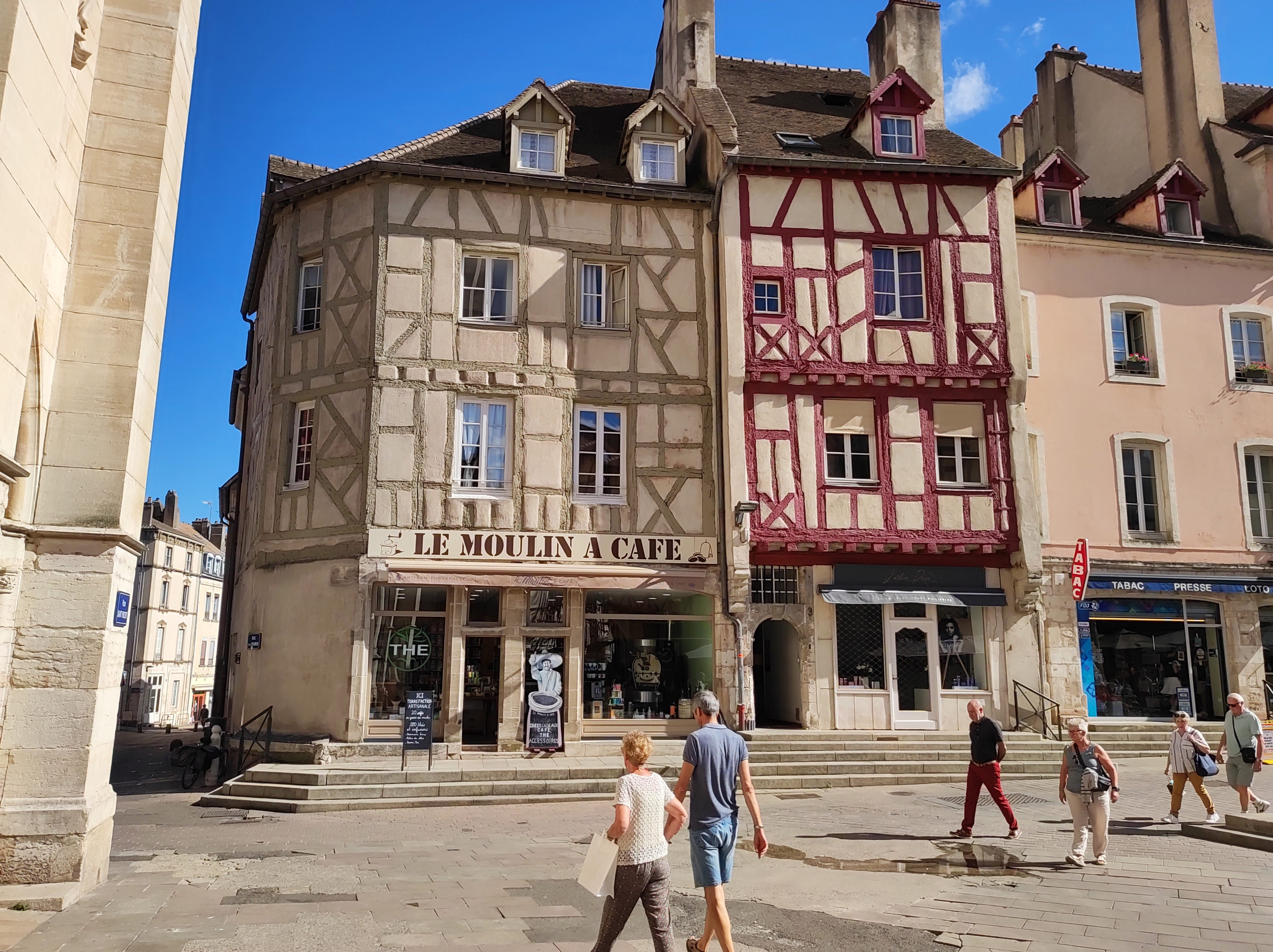
Place Saint-Vincent

### Musea
Chalon-sur-Saône heeft drie musea :

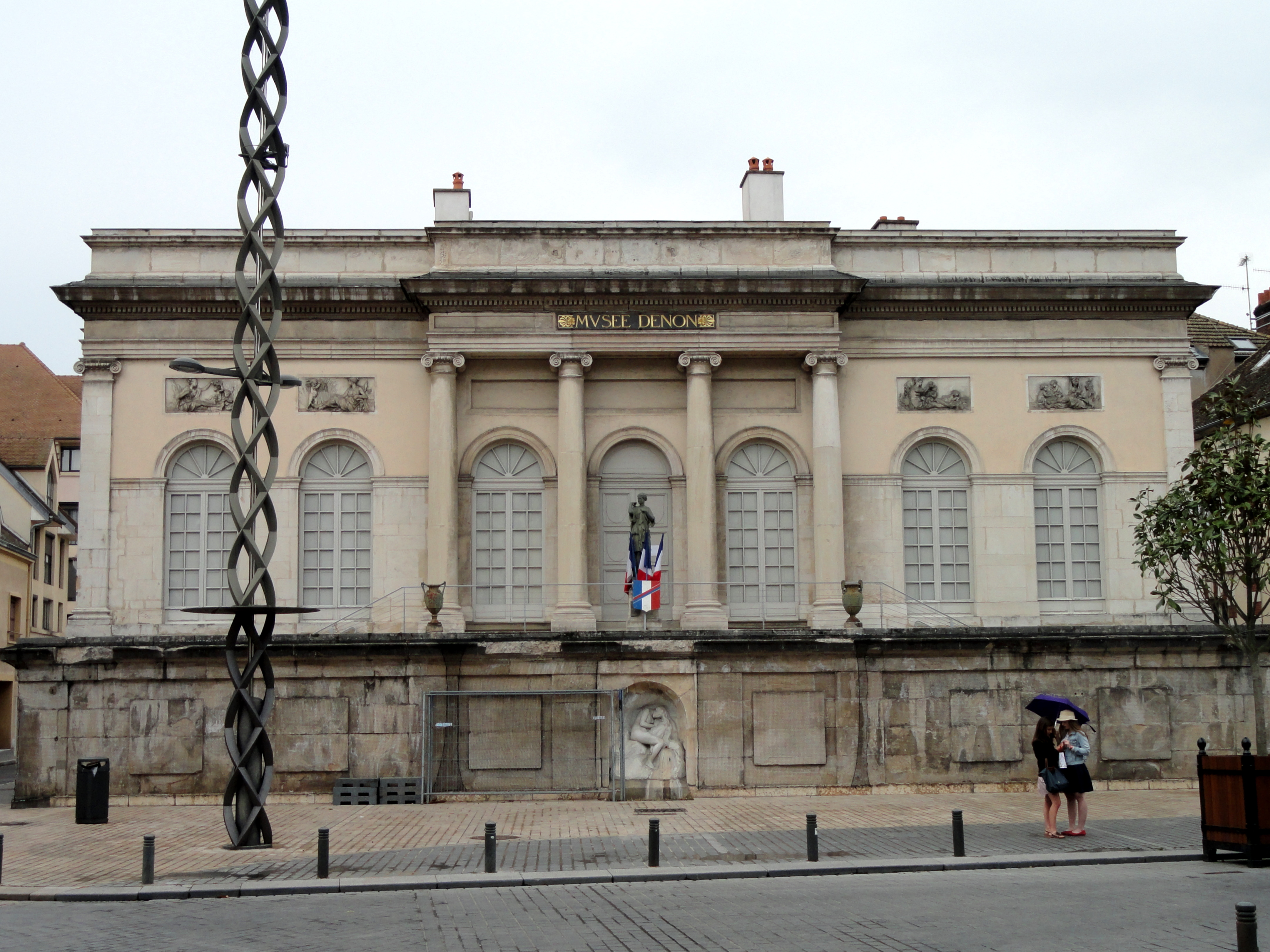
Musée Vivant-Denon

- Het Musée Nicéphore-Niépce is genoemd naar de uitvinder van de fotografie. Het is gewijd aan de geschiedenis van de fotografie. Sinds 2000 vertoont het museum, naast werk van fotografen uit het verleden, ook hedendaagse foto's.
- Het Musée Vivant-Denon is genoemd naar de beroemde wegbereider van de museologie. Het is gewijd aan de geschiedenis, de archeologie, de schone kunsten en de toegepaste kunsten. Het bevindt zich op de place de l'Hôtel de Ville.
- Het Musée du Souvenir du combattant bewaart zorgvuldig oorlogsherinneringen. Het bevindt zich in de kapel van de Tempeliers.

### Evenementen
Chalon-sur-Saône is ieder jaar in juli het toneel van het internationaal straattheaterfestival Chalon dans la Rue.

## Economie
Chalon-sur-Saône is na Le Creusot de voornaamste industriestad van het departement. Er is een fabriek gevestigd van Philips Lighting.
Met zijn erfgoed is Chalon-sur-Saône een belangrijke toeristische attractie.

## Verkeer en vervoer

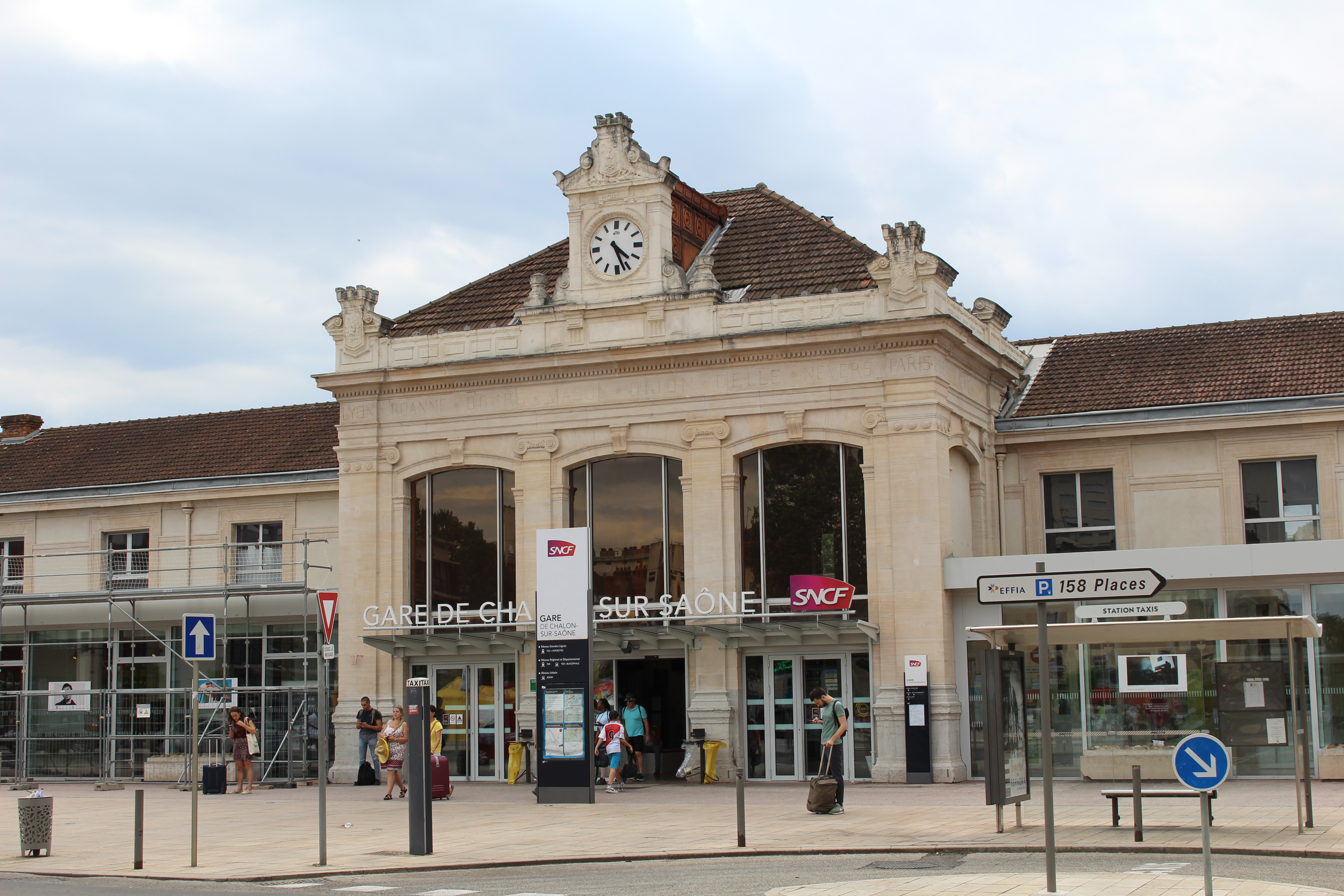
Treinstation

In de gemeente ligt spoorwegstation Chalon-sur-Saône. Het is een belangrijk spoorwegknooppunt.
De stad heeft een belangrijke rivierhaven.

## Demografie
Onderstaande figuur toont het verloop van het inwonertal (bron: INSEE-tellingen).

## Sport
Chalon-sur-Saône was vijf keer etappeplaats in de wielerkoers Ronde van Frankrijk. De laatste keer was in 2019 toen de Nederlander Dylan Groenewegen er de etappe won.

## Stedenbanden
Chalon-sur-Saône heeft de volgende partnersteden:
- Solingen (Noordrijn-Westfalen, Duitsland, sinds 1960)
- St Helens (Engeland, Verenigd Koninkrijk, sinds 1963)
- Novara (Italië, sinds 1977)
- Næstved (Denemarken, sinds 2006)

## Bekende inwoners van Chalon-sur-Saône

### Geboren
- Caesarius van Arles (ca.470-542), bisschop en heilige
- Dominique Vivant Denon (1747-1825), schrijver, diplomaat, bestuurder en graveur
- Joseph Nicéphore Niépce (1765-1833), uitvinder, bekend als de maker van de eerste permanente foto
- Gérard Collomb (1947-2023), politicus
- Florent Pagny (1961), zanger en acteur

### Overleden
- Gunthram van Bourgondië (ca.532-592), tweede zoon van de Frankische koning Chlotarius I
- Petrus Abaelardus (1079-1142), theoloog en filosoof